# Podengo portugues
För andra betydelser, se Podenco.
Podengo portugues är en hundras från Portugal. Den är en jagande pariahund med drag av både vinthund och braquehund.

## Historia
Hur dessa podencoer och liknande hundar distribuerats runt Medelhavet finns det flera teorier om. De kan ha spridits med fenicier och kartager eller senare med romarna. Ytterligare en möjlighet är morernas invasion på 700-talet.
Första skriftliga omnämnandet i Portugal av en snabblöpande kaninjagande hund är från 1199. Från 1400-talet vet man att den lilla podengon följde med som skeppshundar för att bekämpa råttor på upptäcktsresorna över haven. På den första portugisiska hundutställningen 1902 var rasen representerad. Rasstandarden skrevs 1955.

## Egenskaper
Som övriga iberiska podencoer och liknande hundar runt Medelhavet har den en speciell jaktstil där den använder alla sinnen: hörsel, syn och luktsinne. Den är framförallt anpassad till att jaga hare och kaniner i Portugals steniga och snåriga terräng. Precis som podenco ibicenco kan den hoppa högt rakt upp i luften för att få syn på villebrådet. De stöter även kaniner och gräver sig ner i deras hålor.

## Utseende
Det finns tre storlekar av Podengo portugues: Grande, médio och pequeno. Inom varje storlek kan pälsen vara släthårig eller strävhårig.

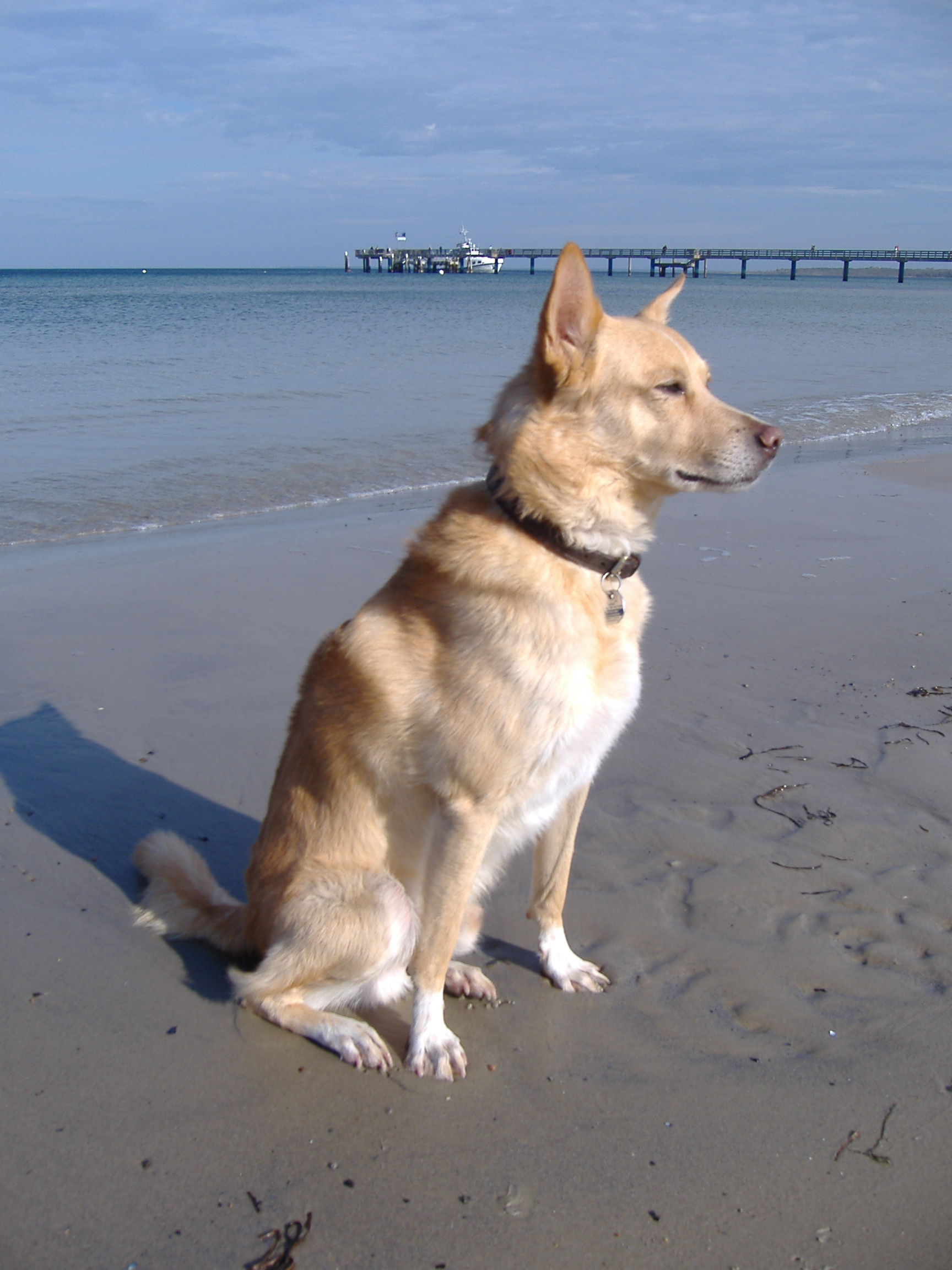
Podengo portugues médio
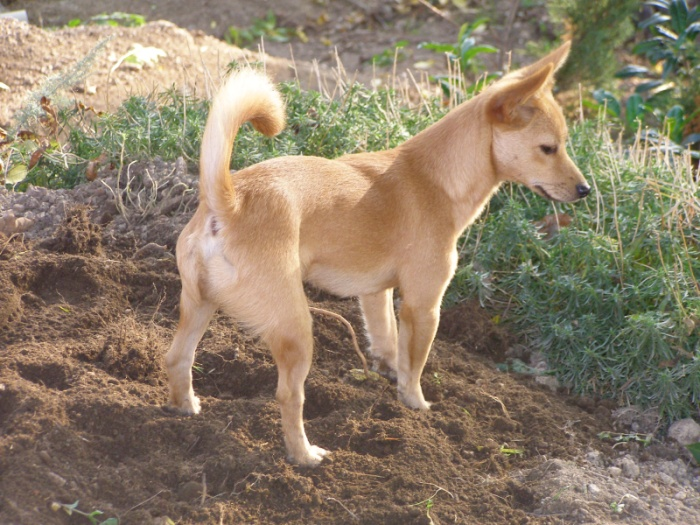
Podengo portugues pequeno